# Министър на труда и социалната политика на България
Министърът на труда и социалната политика на България е член на правителството, т.е. на изпълнителната власт (кабинета) и урежда повишаването на качеството и сигурността на труда чрез защитата на трудовите, осигурителните и социалните права на работниците и служителите и подобряването на условията на труд в предприятията, провежда държавната политика в областта на пазара на труда, защитата на националния пазар на труда, обучението на работната сила и интеграцията на неравнопоставените групи на пазара на труда. Избиран е от парламента или се назначава от държавния глава на България.

## Министри
Списъкът на министрите на труда и социалната политика е подреден по ред на правителство.

### Министър на социалната политика (1944–1947)
| правителство | име               | дати                               | партия | партия |
| ------------ | ----------------- | ---------------------------------- | ------ | ------ |
| 63           | Григор Чешмеджиев | 9 септември 1944 – 17 август 1945  | БРСДП  |        |
| 63           | Георги Попов      | 17 август 1945 – 31 март 1946      | БРСДП  |        |
| 64           | Георги Попов      | 31 март 1946 – 22 ноември 1946     | БРСДП  |        |
| 65           | Здравко Митовски  | 22 ноември 1946 – 11 декември 1947 | БРСДП  |        |

### Министър на труда и социалните грижи (1947–1950)
| правителство | име              | дати                              | партия | партия |
| ------------ | ---------------- | --------------------------------- | ------ | ------ |
| 66           | Здравко Митовски | 12 декември 1947 – 20 юли 1949    | БРСДП  |        |
| 67           | Здравко Митовски | 20 юли 1949 – 20 януари 1950      | БРСДП  |        |
| 68           | Добри Терпешев   | 20 януари 1950 – 29 декември 1950 | БКП    |        |

- Между 29 декември 1950 и 27 декември 1968 г. функциите на МТСГ преминават към Министерство на народното здраве и социалните грижи (МНЗСГ).

### Министър на труда и социалните грижи (1968–1976)
| правителство | име          | дати                          | партия | партия |
| ------------ | ------------ | ----------------------------- | ------ | ------ |
| 74           | Мишо Мишев   | 27 декември 1968 – 9 юли 1971 | БКП    |        |
| 75           | Мишо Мишев   | 9 юли 1971 – 8 юли 1974       | БКП    |        |
| 75           | Кирил Зарев1 | 8 юли 1974 – 15 април 1975    | БКП    |        |
| 75           | Ангел Чаушев | 16 юни 1975 – 17 юни 1976     | БКП    |        |

- 1: – Кирил Зарев е освободен от поста министър на труда и социалните грижи. МТСГ остава вакантно до 16 юни 1975 г.
- МТСГ съществува до 17 юни 1976 г., след което е закрито.
- На 21 септември 1990 г. Министерството на народното здраве и социалните грижи се преобразува в Министерство на здравеопазването, а ресор „социални грижи“ преминава към новосъздаденото – Министерство на заетостта и социалните грижи.

### Председател на Социалният съвет (1986-1987)
| правителство | име              | дати                         | партия | партия |
| ------------ | ---------------- | ---------------------------- | ------ | ------ |
| 77           | Георги Караманев | 28 януари 1986 – 19 юни 1986 | БКП    |        |
| 78           | Георги Караманев | 19 юни 1986 – 19 август 1987 | БКП    |        |

### Министър на народното здраве и социалните грижи (1987-1990)
| правителство | име              | дати                                | партия | партия |
| ------------ | ---------------- | ----------------------------------- | ------ | ------ |
| 78           | Радой Попиванов  | 19 август 1987 – 19 декември 1988   | БЗНС   |        |
| 78           | Минчо Пейчев     | 19 декември 1988 – 8 февруари 1990  | БЗНС   |        |
| 79           | Иван Черноземски | 8 февруари 1990 – 22 септември 1990 | БСП    |        |

### Министър на заетостта и социалните грижи (1990–1991)
| правителство | име              | дати                                 | партия | партия |
| ------------ | ---------------- | ------------------------------------ | ------ | ------ |
| 80           | Емилия Масларова | 21 септември 1990 – 20 декември 1990 | БСП    |        |

### Министър на труда и социалните грижи (1991–1997)
| правителство | име               | дати                                | партия                | партия |
| ------------ | ----------------- | ----------------------------------- | --------------------- | ------ |
| 81           | Емилия Масларова  | 20 декември 1990 – 8 ноември 1991   | БСП                   |        |
| 82           | Векил Ванов       | 8 ноември 1991 – 30 декември 1992   | Демократическа партия |        |
| 83           | Евгени Матинчев   | 30 декември 1992 – 17 октомври 1994 | ДПС                   |        |
| 84           | Йордан Христосков | 17 октомври 1994 – 25 януари 1995   | безпартиен            |        |
| 85           | Минчо Коралски    | 25 януари 1995 – 12 февруари 1997   | безпартиен            |        |
| 86           | Иван Нейков       | 12 февруари 1997 – 21 май 1997      | СДС                   |        |

### Министър на труда и социалната политика (1997–понастоящем)
| правителство | име               | дати                                 | партия     | партия |
| ------------ | ----------------- | ------------------------------------ | ---------- | ------ |
| 87           | Иван Нейков       | 21 май 1997 – 24 юли 2001            | СДС        |        |
| 88           | Лидия Шулева      | 24 юли 2001 – 17 юли 2003            | НДСВ       |        |
| 88           | Христина Христова | 17 юли 2003 – 16 август 2005         | НДСВ       |        |
| 89           | Емилия Масларова  | 16 август 2005 – 27 юли 2009         | БСП        |        |
| 90           | Тотю Младенов     | 27 юли 2009 – 13 март 2013           | ГЕРБ       |        |
| 91           | Деяна Костадинова | 13 март 2013 – 29 май 2013           | безпартиен |        |
| 92           | Хасан Адемов      | 29 май 2013 – 6 август 2014          | ДПС        |        |
| 93           | Йордан Христосков | 6 август 2014 – 7 ноември 2014       | безпартиен |        |
| 94           | Ивайло Калфин     | 7 ноември 2014 – 18 май 2016         | АБВ        |        |
| 94           | Зорница Русинова  | 18 май 2016 – 27 януари 2017         | ГЕРБ       |        |
| 95           | Гълъб Донев       | 27 януари 2017 – 4 май 2017          | безпартиен |        |
| 96           | Бисер Петков      | 4 май 2017 – 29 ноември 2019         | ГЕРБ       |        |
| 96           | Деница Сачева     | 3 декември 2019 – 12 май 2021        | ГЕРБ       |        |
| 97           | Гълъб Донев       | 12 май 2021 – 16 септември 2021      | безпартиен |        |
| 98           | Гълъб Донев       | 16 септември 2021 – 13 декември 2021 | безпартиен |        |
| 99           | Георги Гьоков     | 13 декември 2021 – 2 август 2022     | БСП        |        |
| 100          | Лазар Лазаров     | 2 август 2022 – 3 февруари 2023      | безпартиен |        |
| 101          | Лазар Лазаров     | 3 февруари 2023 – 6 юни 2023         | безпартиен |        |
| 102          | Иванка Шалапатова | 6 юни 2023 – 9 април 2024            | ГЕРБ       |        |
| 103          | Ивайло Иванов     | 9 април 2024 – 27 август 2024        | безпартиен |        |
| 104          | Ивайло Иванов     | 27 август 2024 – 16 януари 2025      | безпартиен |        |
| 105          | Борислав Гуцанов  | 16 януари 2025 – …                   | БСП        |        |